# La fabbrica di cioccolato (film)
La fabbrica di cioccolato (Charlie and the Chocolate Factory) è un film del 2005 diretto da Tim Burton.
Il film ha come interprete principale Johnny Depp ed è tratto dall'omonimo romanzo di Roald Dahl.
Dal libro era stato precedentemente tratto un altro adattamento nel 1971, Willy Wonka e la fabbrica di cioccolato, di Mel Stuart, con Gene Wilder, al quale, però, Burton ha detto di non essersi ispirato per il suo, cercando invece di tornare allo spirito originale del romanzo di Dahl.

## Trama
Charlie Bucket è un bambino povero che vive con la sua famiglia, composta dai genitori, dai nonni paterni George e Georgina e dai nonni materni Joe e Josephine. I sette membri della famiglia Bucket vivono in una malandata casetta di legno e, a causa della loro povertà, mangiano solamente zuppa di cavoli. Charlie adora il cioccolato, ma ha una disponibilità economica tale da poterne mangiare una sola tavoletta all'anno, come regalo per il suo compleanno. 
Una sera nonno Joe racconta a Charlie che, vent'anni prima, lavorava nel primo negozio aperto da colui che sarebbe diventato il più famoso produttore di dolci del mondo, l'enigmatico Willy Wonka. Cinque anni dopo, siccome i suoi dolci avevano cominciato ad essere apprezzati e desiderati in tutto il mondo, Wonka aprì nella loro città la più grande fabbrica di cioccolato mai esistita, in cui nonno Joe lavorò come operaio. Purtroppo i rivali di Wonka, invidiosi dei suoi dolci e del suo successo, inviarono delle spie per rubare le sue ricette segrete, e ad un certo punto Wonka fu costretto a chiudere la fabbrica, licenziando i suoi dipendenti. Nonostante Wonka avesse detto di voler chiudere per sempre la fabbrica, essa ricominciò a funzionare dopo alcuni anni, ma gli operai non furono riassunti e nessuno fu mai più visto entrare o uscire dalla fabbrica, quindi non si è mai scoperto chi vi lavori.
La mattina dopo Willy Wonka fa un annuncio che sconvolge il mondo intero: chi troverà cinque biglietti d'oro nascosti in altrettante tavolette di cioccolato da lui prodotte, che potrebbero trovarsi in qualsiasi punto vendita in tutto il mondo, avrà la possibilità di visitare la sua grandiosa fabbrica, e uno dei cinque visitatori vincerà un premio speciale. Non appena la notizia si diffonde, i negozi di dolci vengono presi d'assalto e, dopo poco tempo, i primi quattro biglietti vengono trovati da quattro bambini: Augustus Gloop, da Düsseldorf, Germania, goloso e obeso; Veruca Salt, dal Buckinghamshire, Inghilterra, ragazzina capricciosa e viziata dal ricco padre; Violetta Beauregarde, da Atlanta, Georgia, una bambina vanitosa ed arrogante, campionessa mondiale di gomma da masticare e vincitrice di numerosi premi; Mike Teavee da Denver, Colorado, un bambino molto intelligente e scontroso dipendente da televisione e videogiochi.
Nel frattempo, il padre di Charlie viene licenziato dal suo lavoro di operaio, in quanto la fabbrica ha acquistato un macchinario automatico per svolgere il lavoro del signor Bucket. L'ultimo biglietto viene trovato per puro caso da Charlie, in una tavoletta di cioccolato comprata con dei soldi trovati per strada, dopo due tentativi falliti. Il bambino, accompagnato da nonno Joe, entra quindi nella fabbrica del signor Wonka, sebbene inizialmente volesse venderlo per avere soldi per la famiglia.
Durante il giro della fabbrica, una serie di flashback rivelano il passato di Willy Wonka: egli era figlio dell'intransigente dentista Wilbur Wonka, che gli faceva portare un apparecchio ortodontico enorme e non gli concedeva neanche il più piccolo dolciume. In seguito a una notte di Halloween, dopo che il padre gli aveva gettato i dolci raccolti nel fuoco, il piccolo Willy riuscì di nascosto a recuperare e mangiare un cioccolatino. Da allora la passione per il cioccolato cambiò il corso della sua vita, tanto che il bambino decise di scappare da casa, anche se il padre gli promise che se fosse tornato non lo avrebbe più ritrovato. La promessa venne mantenuta: quando Willy volle tornare a casa, scoprì che essa era scomparsa, costringendolo a cavarsela da solo. Dopo aver chiuso la fabbrica a causa dei furti delle ricette, decise di riaprirla avendo trovato dei nuovi e fedeli operai negli indigeni Umpa Lumpa.
Durante il giro all'interno della fabbrica a differenza di Charlie, gli altri quattro bambini si rivelano antipatici e disubbidienti e vengono coinvolti in bizzarri incidenti a causa dei quali escono di scena uno dopo l'altro: Augustus cade in un fiume di cioccolato da cui stava tentando di bere e viene risucchiato da un tubo che preleva il cioccolato per portarlo nei vari reparti; Violetta prova su di sé una gomma da masticare ancora sperimentale e si gonfia trasformandosi in un enorme mirtillo; Veruca viene aggredita e gettata nello scarico dei rifiuti da un gruppo di scoiattoli addestrati per sgusciare le noci, dopo aver cercato di prenderne uno; Mike si fa teletrasportare da un apparecchio per trasferire le barrette Wonka in televisione e diventa piccolissimo.
Solo Charlie si comporta bene ed esce indenne dalla fabbrica vincendo il premio speciale, ovvero la fabbrica stessa. Il signor Wonka accompagna Charlie e il nonno a casa con un singolare ascensore di vetro volante dal quale, durante il viaggio, i tre vedono gli altri bambini uscire malconci dalla fabbrica: Augustus è ricoperto di cioccolato e si lecca le dita; Violetta è stata riportata alle sue dimensioni normali venendo centrifugata ed è diventata molto elastica ma ha ancora la pelle blu; Veruca e suo padre sono ricoperti di spazzatura; Mike è diventato altissimo e piatto in quanto è stato messo nel tira-impasto. Arrivati a casa, Willy racconta a Charlie di come gli sia venuta l'idea del concorso: poco tempo prima, mentre si stava facendo tagliare i capelli dagli Umpa Lumpa, notò di avere un capello bianco, quindi capì che stava invecchiando, si chiese chi avrebbe badato alla fabbrica e agli Umpa Lumpa quando lui non ci fosse stato più e si disse di avere bisogno di un erede, decidendo così di far visitare a cinque bambini la sua fabbrica e di lasciarla in eredità a quello più bravo. Charlie è felice del premio, ma scopre che per poter dirigere la fabbrica, dovrebbe trasferirsi lì e lasciare per sempre la sua famiglia. Charlie rinuncia quindi al posto di direttore, lasciando Wonka deluso.
Un anno dopo, Charlie incontra di nuovo il signor Wonka e gli domanda cosa abbia contro le famiglie. Willy rivela allora il difficile rapporto che aveva col padre, e i due decidono di andarlo a trovare. Willy ritrova quindi il padre, che lo riconosce per la sua dentatura e i due si riappacificano, mentre Charlie scopre che il padre di Willy ha appeso al muro di casa le foto e le notizie di stampa riguardanti quest'ultimo, capendo che alla fine gli è sempre importato del figlio. Da allora Willy e Charlie lavorano insieme alla fabbrica, a una sola condizione: il trasferimento della famiglia insieme alla cadente casetta all'interno della fabbrica, nella stanza del cioccolato. Grazie al lavoro di Charlie (ed anche al nuovo lavoro di suo padre, nuovamente assunto in qualità di manutentore addetto alla riparazione della macchina che lo aveva sostituito) la famiglia Bucket da quel momento riesce a permettersi un tenore di vita e dei cibi migliori e Willy Wonka trova finalmente quello che non ha mai avuto: una famiglia.
Nella scena finale si scopre anche l'identità del narratore che ha raccontato, come voce fuori campo, tutta la storia del film, ovvero un Umpa Lumpa della fabbrica.

## Personaggi
- Charlie Bucket, interpretato da Freddie Highmore. È il bambino di 10 anni protagonista del film; proveniente da una famiglia poverissima, vive con i suoi genitori e i quattro nonni in una malandata casetta di legno non lontano dalla fabbrica di Willy Wonka. Ultimo dei cinque vincitori del biglietto d'oro, sarà l'unico di essi a comportarsi bene ed a non rimanere vittima di divertenti imprevisti durante la visita alla fabbrica, e per tale motivo avrà come premio la fabbrica stessa.
- Willy Wonka, interpretato da Johnny Depp. È il bizzarro ed eccentrico proprietario della fabbrica di cioccolato, nonché il produttore di dolci più famoso di tutti i tempi nel mondo. Ha alle spalle una giovinezza caratterizzata dal difficile rapporto con il padre e da adulto ha sempre vissuto in solitudine, caratteristiche che tenta di nascondere dietro i grandi successi professionali; per tali motivi inizialmente odia tutto ciò che ha a che fare con le famiglie e sostiene che un cioccolatiere debba vivere in maniera totalmente indipendente da chiunque. Durante la visita alla fabbrica si affeziona sempre di più a Charlie, che poi nominerà suo erede.
- Signore e signora Bucket, interpretati da Noah Taylor ed Helena Bonham Carter. Sono i genitori di Charlie. Non si conoscono i loro nomi di battesimo. La madre è casalinga, mentre il padre all'inizio del film lavora come operaio in una fabbrica di dentifrici, dove avvita i tappi dei tubetti; in seguito viene licenziato in quanto sostituito nel suo compito da un macchinario automatico (che la fabbrica ha acquistato grazie ai ricavi delle vendite di dentifrici, aumentate a seguito dell'aumento delle vendite di cioccolato e dei problemi dentari conseguenti) e poi riassunto come tecnico addetto alla riparazione di tale macchina, un lavoro che, insieme al nuovo lavoro del figlio, gli permette di guadagnare più soldi e dare alla sua famiglia un tenore di vita migliore.
- Nonno Joe, interpretato da David Kelly. È il nonno materno di Charlie; da giovane ha lavorato per Willy Wonka, prima nel suo negozio e poi nella sua fabbrica. Accompagna Charlie durante il tour della fabbrica.
- Nonna Josephine, interpretata da Eileen Essell. È la nonna materna di Charlie e moglie di nonno Joe; apprezza molto il nipote e odia il carattere dei bambini che trovano i primi quattro biglietti d'oro, oltre alla scontrosità di Nonno George.
- Nonno George Bucket, interpretato da David Morris. È il nonno paterno di Charlie; anche se vuole molto bene al nipote, ha un carattere scontroso e tende spesso ad innervosirsi e sbraitare. Sarà lui a convincere Charlie ad andare nella fabbrica, facendolo desistere dal vendere il biglietto d'oro, come il nipote voleva fare inizialmente.
- Nonna Georgina, interpretata da Liz Smith. È la nonna paterna di Charlie e moglie di nonno George; dal carattere un po' svagato, vuole molto bene al nipote e prende subito in simpatia Willy Wonka.
- Augustus Gloop, interpretato da Philip Wiegratz. È il primo dei cinque vincitori del biglietto d'oro ed è un bambino tedesco di circa 9 anni, obeso e ingordo, che mangia tantissimo cioccolato, motivo per cui ha avuto grandi possibilità di trovare un biglietto d'oro. Cadrà nel fiume di cioccolato della fabbrica, verrà risucchiato da un tubo e uscirà tutto ricoperto di cioccolato.
- Veruca Salt, interpretata da Julia Winter. È il secondo dei cinque vincitori del biglietto d'oro ed è una bambina di 10 anni britannica molto capricciosa e viziata, figlia di un ricco imprenditore proprietario di una fabbrica di noci confezionate, che la accontenta sempre assecondando qualsiasi suo capriccio e che, pur di procurarle un biglietto d'oro, ha comprato migliaia di tavolette di cioccolato Wonka facendole scartare alle sue operaie. Nel tentativo di prendere uno degli scoiattoli che sgusciano le noci nella fabbrica del signor Wonka, verrà aggredita dai roditori e precipiterà nel foro di scarico della spazzatura, seguita dal padre che tenta di recuperarla; alla fine padre e figlia usciranno dallo stabilimento ricoperti di rifiuti, sporchi e puzzolenti.
- Violetta Beauregarde, interpretata da AnnaSophia Robb. È il terzo dei cinque vincitori del biglietto d'oro ed è una bambina di 10 anni statunitense vanitosa, arrogante ed egotista che è ossessionata dalle gomme da masticare ed è passata al cioccolato dopo aver saputo del concorso dei biglietti d'oro. Detiene il record mondiale per il maggior tempo trascorso masticando la stessa gomma (tre mesi) ed ha vinto molti altri premi in numerosi campi. Finirà tramutata in un enorme mirtillo blu dopo aver mangiato una gomma da masticare sperimentale che contiene un pasto completo (nonostante il signor Wonka avesse avvertito che il dessert, costituito proprio da una torta ai mirtilli, presentava ancora problemi); per riportarla alle sue sembianze viene centrifugata ed esce dalla fabbrica totalmente elastica, ma di colore blu.
- Mike Teavee, interpretato da Jordan Fry. È il quarto dei cinque vincitori del biglietto d'oro ed è un ragazzino di 12/13 anni statunitense molto studioso ed intelligente ma dal carattere rude e scontroso, figlio di un professore di geografia delle scuole superiori. È appassionato di videogiochi e televisione ed è molto ferrato nelle scienze. Ha trovato il biglietto d'oro comprando una sola tavoletta di cioccolato, certo che fosse quella giusta grazie ad una serie di operazioni tecnologiche (e, oltretutto, detesta il cioccolato). Finisce rimpicciolito dalla televisione cioccolosa, un'invenzione di Willy Wonka che consente di teletrasportare il cioccolato tramite la televisione e permettere agli spettatori di prelevare fisicamente le tavolette dagli schermi televisivi; per tentare di riportarlo alle sue dimensioni normali viene messo nel tira-impasto ed esce dalla fabbrica molto allungato e totalmente appiattito.
- Dott. Wilbur Wonka, interpretato da Christopher Lee. È il padre di Willy Wonka ed è un famoso dentista, molto severo ed intransigente. Quando Willy era bambino, il padre gli faceva indossare un enorme apparecchio ortodontico e, per paura che si rovinasse i denti, non lo lasciava mai neanche avvicinare a qualsiasi genere di dolce e non intendeva permettergli di diventare un cioccolatiere, al punto che Willy dovette scappare di casa per soddisfare il suo desiderio; in tale occasione il padre gli promise che, se fosse tornato, non lo avrebbe più trovato, promessa che manterrà. Ricompare alla fine, ormai invecchiato ma ancora al lavoro, quando Willy, accompagnato da Charlie, lo va a trovare, occasione in cui capisce finalmente che le intenzioni del figlio non erano cattive e si commuove abbracciandolo, rivelando inoltre di aver collezionato negli anni tutti gli articoli di giornale che parlano dei successi lavorativi di Willy.

## Produzione
La Warner Bros. Pictures comprò i diritti per un adattamento cinematografico de La fabbrica di cioccolato nel 1999, con Gary Ross previsto alla regia e Scott Frank alla sceneggiatura. John C. Reilly espresse il suo interesse nell'interpretare Willy Wonka e nel 2001 Marilyn Manson affermò di dover essere ingaggiato per la parte. Ross lasciò il progetto nel 2001 e furono considerati per la direzione Rob Minkoff e Martin Scorsese, mentre Gwyn Lurie iniziò la riscrittura del copione nel febbraio del 2002. Il 26 maggio 2003 Tim Burton fu ingaggiato alla regia e giudicò negativamente le bozze di sceneggiatura già scritte, che ritraevano Wonka come una figura paterna per Charlie Bucket. Commissionò quindi la scrittura della pellicola a Pamela Pettler, con la quale aveva già lavorato per La sposa cadavere, e John August, che lo aveva affiancato in Big Fish - Le storie di una vita incredibile.
Vi furono dozzine e dozzine di nomi scartati per un ruolo nel film, come confermato da notstarring.com's. Tra i vari nomi vi furono Jim Carrey, Nicolas Cage, Michael Keaton e Christopher Walken. Patrick Stewart confermò di aver fatto un'audizione per il film. I produttori del film favorivano Robert De Niro, ma Burton era già intenzionato ad ingaggiare Johnny Depp. Robin Williams fu un altro nome scartato. Nel 2003 il giovane attore britannico Freddie Highmore fu ingaggiato per il ruolo di Charlie Bucket nello stesso momento in cui Depp veniva confermato in quello di Willy Wonka, del quale ideò anche la capigliatura, ispirandosi ad Anna Wintour (da cui "prende in prestito" anche i famosi occhiali).
Le riprese si completarono alla fine del 2004. Il film fu girato interamente nei Pinewood Studios inglesi, pur essendo una produzione americana. Burton non volle usare ambientazioni digitali perché convinto che i bambini recitassero meglio su un set vero. Fu anche per questa scelta che si decise di far interpretare tutti gli Umpa Lumpa a Deep Roy, ripreso numerose volte per poi montare le immagini insieme e realizzare i 165 Umpa Lumpa. L'attore recitò quindi ogni scena svariate volte. Pur essendo una pellicola di genere fantastico, molti elementi della sceneggiatura trovano riscontro nella realtà: delle 110.000 caramelle realizzate, 1.850 erano reali (le restanti invece erano di plastica) e per la loro produzione è stato siglato un accordo con la Nestlé, e 40 scoiattoli furono davvero addestrati a rompere le noci dalla nascita fino ai sei mesi di età per realizzare la scena che li vede protagonisti insieme a Veruca Salt. Per poter girare tutte le riprese necessarie per tale scena furono impiegate 10 settimane. Il padre di Willy Wonka, interpretato da Christopher Lee, non appare nel romanzo originale di Roald Dahl e nel primo film ma è stato ideato specificatamente per il film di Burton, per dare a Wonka una storia familiare alle spalle.

## Colonna sonora
La colonna sonora originale fu scritta da Danny Elfman, frequente collaboratore del regista Tim Burton. La colonna sonora di Elfman è basata intorno a tre temi primari - un domestico tema familiare per i Bucket, generalmente introdotto da flauti alti; un mistico valzer guidato dagli archi per Willy Wonka; ed un tema molto allegro per la fabbrica per orchestra, comprensivo di pezzi al sintetizzatore da lui stesso eseguiti e della diminuita voce cantante degli Umpa Lumpa.
Elfman scrisse anche e cantò in quattro delle canzoni. I testi degli Umpa Lumpa sono adattati dal libro originale e perciò accreditati a Roald Dahl. Ogni canzone nella colonna sonora è progettata per un differente archetipo. Wonka's Welcome Song (unica canzone non tratta dal romanzo) è un tema allegro in modo esasperante, una canzonetta da parco-giochi, Augustus Gloop si rifà ad uno spettacolo bollywoodiano (come suggerito da Deep Roy); Violet Beauregarde è un funk anni settanta; Veruca Salt è una tipica canzone pop/psichedelica anni sessanta; e Mike Teavee è un tributo al pop britannico anni settanta e alle hair band degli anni ottanta.

## Accoglienza

### Incassi
La fabbrica di cioccolato ha guadagnato 56 178 450 di dollari nel suo weekend di apertura, il quinto più alto fine settimana di apertura lordo per il 2005, ed è rimasto al numero 1 per due settimane. 2,2 milioni di dollari del weekend di apertura lordi provenivano da 65 sale IMAX. Al momento dell'uscita, i guadagni di apertura del film hanno segnato il record di Depp fino ad oggi, superando i 46 630 690 di dollari di apertura di Pirati dei Caraibi. La sua buona performance complessiva è stata attribuita a recensioni ampiamente favorevoli da parte della critica. Secondo l'exit poll in studio condotto durante il weekend di apertura, il 54% del pubblico del film aveva meno di 18 anni e la maggioranza era di sesso femminile.
Alla fine, il film ha incassato 206 459 076 di dollari negli Stati Uniti e 268 509 687 di dollari in paesi stranieri, arrivando a un totale mondiale di 474 968 763 di dollari partendo da un budget di 150 milioni di dollari. È stato il 58° film con il maggior incasso di tutti i tempi quando è uscito, il settimo più alto per gli Stati Uniti nel 2005 e l'ottavo più alto al mondo nel 2005. Nel Regno Unito, La fabbrica di cioccolato è stato il quarto film di maggior incasso dell'anno. Il film è anche il sedicesimo film musical con il maggior incasso di tutti i tempi e rimane il secondo maggior incasso di Tim Burton dietro solo ad Alice in Wonderland del 2010.

### Critica
Sull'aggregatore di recensioni Rotten Tomatoes, l'83% di 230 recensioni è positivo e la valutazione media è 7,2/10. Secondo Metacritic, che ha calcolato un punteggio medio ponderato di 72 su 100 da 40 recensioni della critica, il film ha ricevuto "recensioni generalmente favorevoli". Il pubblico intervistato da CinemaScore ha assegnato al film un voto medio "A–".
A. O. Scott del New York Times ha dato una recensione positiva, scrivendo "nonostante le ricadute e le imperfezioni, alcune delle quali gravi, il film di Mr. Burton riesce a fare ciò che troppo pochi film rivolti principalmente ai bambini sanno ancora come tentare, che è nutrire, anche saturare, l'appetito giovanile per la sorpresa estetica". Scott ha anche elogiato la scenografia di Alex McDowell, paragonando l'aspetto della fabbrica a qualcosa di Metropolis di Fritz Lang. Mick LaSalle del San Francisco Chronicle ha trovato il film il "miglior lavoro degli ultimi anni" di Burton. Se tutte le risate vengono da Depp, che dà a Willy i modi di una classica diva di Hollywood, il cuore del film viene da Highmore, un giovane interprete dotato la cui interpretazione è sincera, profonda e non forzata in un modo che è raro in un attore bambino". Peter Travers ha scritto su Rolling Stone che "l'interpretazione deliziosamente folle di Depp su Willy Wonka richiede di essere vista. Depp va più in profondità per trovare i lividi sul cuore segreto di Wonka di quello che ha fatto Gene Wilder. Depp e Burton potrebbero volare troppo in alto sul vapori di pura immaginazione, ma è difficile non rimanere affascinati da qualcosa di così gustoso E che ne dici di quell'esercito di Oompa-Loompas, tutti interpretati da Deep Roy, sul crack."
La performance di Johnny Depp nei panni di Willy Wonka è stata divisiva tra i critici. Roger Ebert, che era soddisfatto del film in generale, è rimasto deluso dalla performance di Depp: "A cosa stava pensando Depp? In Pirati dei Caraibi stava canalizzando Keith Richards, il che potrebbe averci preparato a cercare possibili ispirazioni per questa performance." Ann Hornaday del Washington Post ha criticato la recitazione di Depp: "L'effetto cumulativo non è carino. Né è stravagante, divertente, eccentrico o anche leggermente interessante. In effetti, durante la sua esibizione fatata e sdolcinata, Depp sembra essere così forte per la stranezza che l'intera impresa inizia a senti come quelle occasioni atroci in cui i tuoi genitori hanno cercato di essere alla moda". Owen Gleiberman di Entertainment Weekly ha elogiato la performance di Depp, scrivendo "mantiene il paradosso, il mistero, di Willy Wonka: un misantropo che ha poca pazienza per i bambini, che non riesce nemmeno a pronunciare la parola 'genitori' senza imbavagliare, eppure che inventa per quegli stessi bambini le caramelle più pure e golose del sogno di zucchero della sua immaginazione."

### La reazione di Gene Wilder
Nel 2004, durante le interviste sul set durante le riprese, Tim Burton ha definito "sdolcinato" il film del 1971 Willy Wonka e la fabbrica di cioccolato, aggiungendo: "Molte persone sono grandi fan del film e ne sono soggiogati. Io non ero uno di loro". Johnny Depp ha reso omaggio a Gene Wilder, che ha interpretato Willy Wonka nel primo adattamento. Depp considerava la performance di Wilder "brillante ma sottile". Ha detto di aver avuto "grandi aspettative da soddisfare, però. Gene Wilder ha fatto un lavoro fantastico in quel film nei primi anni Settanta".
Nel 2005, prima dell'uscita del nuovo film, Wilder ha detto di essere a conoscenza dei complimenti di Depp. Mentre Wilder apprezzava Depp, era insolitamente critico nei confronti della produzione complessiva di Burton affermando: "Sono solo alcune persone sedute a pensare 'Come possiamo fare più soldi?'. Perché altrimenti dovresti rifare Willy Wonka? Non vedo il senso di tornare indietro e rifare tutto da capo." I realizzatori hanno sottolineato che la produzione del 2005 di Charlie e la fabbrica di cioccolato era un adattamento del libro del 1964 piuttosto che un remake del film del 1971. Depp ha trovato le osservazioni di Wilder "deludenti" dicendo: "Posso capire da dove viene, immagino. [...] Quando non hanno mai fatto nulla per soldi? Nessuno ha mai girato un film nella storia del cinema senza aspettarsi un ritorno sul proprio investimento".

## Riconoscimenti
- 2006 - Premio Oscar
  - Candidato per Migliori costumi a Gabriella Pescucci
- 2006 - Golden Globe
  - Candidato per Miglior attore in un film commedia o musicale a Johnny Depp
- 2005 - Premio BAFTA
  - Kids' Vote
  - Candidato per Miglior film (Premio dei Bambini) a Richard D. Zanuck e Tim Burton
- 2006 - Premio BAFTA
  - Candidato per Miglior scenografia a Alex McDowell
  - Candidato per Miglior costumi a Gabriella Pescucci
  - Candidato per Miglior trucco a Peter Owen e Ivana Primorac
  - Candidato per Migliori effetti speciali a Nick Davis, Jon Thum, Chas Jarrett e Joss Williams
- 2006 - Saturn Award
  - Candidato come Miglior film fantasy
  - Candidato per Miglior attore emergente a Freddie Highmore
  - Candidato per Miglior colonna sonora a Danny Elfman
  - Candidato per Migliori costumi a Gabriella Pescucci
- 2005 - Awards Circuit Community Awards
  - Candidato per Miglior colonna sonora originale a Danny Elfman
- 2005 - Critics' Choice Movie Award
  - Miglior giovane attore a Freddie Highmore
  - Candidato per Miglior film per la famiglia
- 2005 - Golden Trailer Awards
  - Candidato per Film più originale
- 2005 - International Film Music Critics Award
  - Candidato per Miglior colonna sonora a Danny Elfman
- 2005 - Irish Film and Television Award
  - Miglior film internazionale
  - Candidato per Miglior attore internazionale a Johnny Depp
  - Candidato per Miglior attore non protagonista a David Kelly
- 2005 - Phoenix Film Critics Society Awards
  - Miglior attore giovane protagonista o non a Freddie Highmore
  - Miglior colonna sonora originale a Danny Elfman
- 2005 - Satellite Award
  - Candidato per Migliore fotografia a Philippe Rousselot
- 2005 - SFX Awards
  - Candidato per Miglior regia a Tim Burton
- 2005 - Teen Choice Awards
  - Miglior attore in un film commedia a Johnny Depp
- 2006 - Art Directors Guild
  - Candidato per Miglior scenografia a Alex McDowell, Leslie Tomkins, Kevin Phipps, David Allday, François Audouy, Anthony Caron-Delion, Sean Haworth, Andy Nicholson, Matthew Gray, James Lewis e Kathy Heaser
- 2006 - Japan Academy Award
  - Candidato per Miglior film in lingua straniera a Tim Burton
- 2006 - Chicago Film Critics Association Award
  - Candidato per Miglior colonna sonora originale a Danny Elfman

- 2006 - Ciak d'oro
  - Miglior film straniero
- 2006 - Costume Designers Guild Awards
  - Candidato per Migliori costumi a Gabriella Pescucci
- 2006 - Eddie Award
  - Candidato per Miglior montaggio in un film commedia o musicale a Chris Lebenzon
- 2006 - Empire Award
  - Miglior attore protagonista a Johnny Depp
- 2006 - Golden Reel Award
  - Candidato per Miglior montaggio sonoro in un lungometraggio straniero a Eddy Joseph, Steve Boeddeker, Alex Joseph, Colin Ritchie, Martin Cantwell, John Warhurst, Tony Currie, Simon Chase, Peter Burgis e Andie Derrick
  - Candidato per Miglior montaggio sonoro negli effetti sonori a Bill Abbott, Michael Higham e Shie Rozow
- 2006 - Grammy Award
  - Candidato per Miglior canzone (Wonka's Welcome Song) a John August e Danny Elfman
- 2006 - London Critics Circle Film Awards
  - Candidato per Attore dell'anno a Johnny Depp
- 2006 - Nastro d'argento
  - Migliori costumi a Gabriella Pescucci
- 2006 - Kids' Choice Award
  - Candidato come Film preferito
  - Candidato per Miglior attore protagonista a Johnny Depp
- 2006 - NRJ Ciné Awards
  - Miglior look a Johnny Depp
- 2006 - Online Film & Television Association
  - Candidato per Miglior colonna sonora originale a Danny Elfman
  - Candidato per Miglior scenografia
  - Candidato per Miglior sequenza dei titoli
- 2006 - People's Choice Awards
  - Film per famiglie preferito
- 2006 - Premio Amanda
  - Candidato per Miglior film straniero a Tim Burton
- 2006 - Teen Choice Awards
  - Miglior attore di commedia a Johnny Depp
  - Candidato come Miglior film estivo
- 2006 - Visual Effects Society[30]
  - Candidato per Miglior effetto visivo a Nick Davis, Nikki Penny, Jon Thum e Ben Morris
- 2006 - World Soundtrack Awards
  - Candidato per Compositore dell'anno a Danny Elfman
- 2006 - Young Artist Award
  - Miglior film commedia o musicale per famiglia
  - Candidato per Miglior attore giovane in un film commedia o drammatico a Freddie Highmore
- 2011 - International Film Music Critics Awards
  - Miglior ripresa di una colonna sonora esistente a Danny Elfman, Tim Burton, Jeff Bond e Matthew E. Taylor